# Anceo (figlio di Poseidone)
Anceo (in greco antico: Ἀγκαῖος?, Ankàios) è un personaggio della mitologia greca ed uno degli Argonauti.

## Genealogia
Figlio del dio Poseidone e di Astipalea (secondo Apollonio Rodio), o di Altea (secondo Igino) e fratello di Euripilo.
Sposò Samia, figlia di Meandro che gli diede i figli Perilao, Enudo, Samo, Aliterse e la figlia Partenope, quest'ultima divenne la madre di Licomede.

## Mitologia
Partecipò alla spedizione degli argonauti e prendendo il posto di timoniere dopo la morte di Tifide dopo la sua morte.
Samo, l'isola in cui viveva, era famosa per il suo vino così Anceo piantò una vigna sulle sue terre e un indovino gli predisse che di quei frutti non ne avrebbe mai assaggiato. 

Anceo si unì al viaggio degli Argonauti ed al suo ritorno dalla Colchide seppe che le sue uve erano già mature e che erano state trasformate in vino. 

Convocò il veggente e di fronte a di lui portò una tazza di vino alla bocca per assaggiarlo, ma prima lo derise e questi replicò "C'è molto cammino tra la coppa e il labbro" (Πολλὰ μεταξὺ πέλει κύλικος καὶ χείλεος ἄκροu).

Subito dopo si senti un allarme poiché un cinghiale (il Cinghiale calidonio) stava devastando la vigna e udendo ciò, Anceo lasciò cadere la coppa e andò a vedere. 

Fu travolto ed ucciso dal cinghiale .